# Premio Kōdansha per i manga
Il Premio Kōdansha per i manga (講談社漫画賞?, Kōdansha Manga Shō) è un premio annuale sponsorizzato dalla Kōdansha per le serie manga di proprietà di Kōdansha o di altre aziende pubblicate durante l'anno. Nonostante il premio sia gestito da una casa editrice, vengono premiati anche titoli di proprietà di altri editori.
Attualmente ci sono quattro categorie premiabili: kodomo, shōnen, shōjo, e generale. Il premio venne istituito nel 1977, inizialmente per le categorie shōnen e shōjo. Il primo premio per la categoria generale venne istituito nel 1982, e per la categoria bambini nel 2003.

## Vincitori
| Edizione | Anno | Kodomo                                                             | Shōnen                                                                                           | Shōjo                                                                                | Generale                                                                                                 |
| -------- | ---- | ------------------------------------------------------------------ | ------------------------------------------------------------------------------------------------ | ------------------------------------------------------------------------------------ | --- |
| I        | 1977 | n/a                                                                | Black Jack, Osamu Tezuka Il terzo occhio, Osamu Tezuka (pari merito)                             | Mademoiselle Anne, Waki Yamato Candy Candy, Kyoko Mizuki e Yumiko Igarashi (p.m.)    | n/a |
| II       | 1978 | n/a                                                                | Football Hawk, Noboru Kawasaki                                                                   | Seito Shokun!, Yōko Shōji                                                            | n/a |
| III      | 1979 | n/a                                                                | Tonda Couple, Kimio Yanagisawa                                                                   | Wata no Kuni Hoshi, Yumiko Ōshima                                                    | n/a |
| IV       | 1980 | n/a                                                                | Susa-no-O, Gō Nagai                                                                              | Lemon Report, Mayumi Yoshida                                                         | n/a |
| V        | 1981 | n/a                                                                | Sanshirō of 1, 2, Makoto Kobayashi                                                               | Hello Spank, Shun'ichi Yukimuro e Shizue Takanashi                                   | n/a |
| VI       | 1982 | n/a                                                                | Gakuto Retsuden, Motoka Murakami                                                                 | Yōkihi-den, Suzue Miuchi                                                             | Karyūdo no Seiza, Machiko Satonaka                                                                       |
| VII      | 1983 | n/a                                                                | Vino di zucca, Mitsuru Miura                                                                     | Hi Izuru Tokoro no Tenshi, Ryoko Yamagishi                                           | P.S. Genki Desu, Shunpei, Fumi Saimon                                                                    |
| VIII     | 1984 | n/a                                                                | Batsu & Terī, Yasuichi Ōshima                                                                    | Lady Love, Hiromu Ono                                                                | Akira, Katsuhiro Ōtomo                                                                                   |
| IX       | 1985 | n/a                                                                | Bari Bari Densetsu, Shuichi Shigeno                                                              | n/a                                                                                  | Okashina Futari, Jūzō Yamasaki e Kei Sadayasu Mahiro Taiken, Naomi Nishi (p.m.)                          |
| X        | 1986 | n/a                                                                | Kotaro Makaritoru, Tatsuya Hiruta                                                                | Yukan Club, Yukari Ichijō                                                            | La storia dei tre Adolf, Osamu Tezuka What's Michael?, Makoto Kobayashi (p.m.)                           |
| XI       | 1987 | n/a                                                                | Ironfist Chinmi, Takeshi Maekawa                                                                 | Nana Iro Majikku, Yū Asagiri                                                         | Actor, Kaiji Kawaguchi                                                                                   |
| XII      | 1988 | n/a                                                                | Mister Ajikko, Daisuke Terasawa                                                                  | Junjō Crazy Fruits, Akemi Matsunae                                                   | Bonobono, Mikio Igarashi Be-Bop High School, Kazuhiro Kiuchi                                             |
| XIII     | 1989 | n/a                                                                | Meimon! Daisan Yakyūbu, Toshiyuki Mutsu                                                          | Chibi Maruko-chan, Momoko Sakura Shiratori Reiko de Gozaimasu!, Yumiko Suzuki (p.m.) | Shōwa-shi, Shigeru Mizuki                                                                                |
| XIV      | 1990 | n/a                                                                | Shura no Mon, Masatoshi Kawahara                                                                 | Pride, Naka Marimura                                                                 | The Silent Service, Kaiji Kawaguchi Gorillaman, Harold Sakuishi (p.m.)                                   |
| XV       | 1991 | n/a                                                                | Hajime no Ippo, George Murakawa                                                                  | Eien no Nohara, Mieko Ōsaka                                                          | Kachō Kōsaku Shima, Kenshi Hirokane Waru, Jun Fukami (p.m.)                                              |
| XVI      | 1992 | n/a                                                                | Kaze Hikaru: Koshien, Sanbachi Kawa e Tarō Nami                                                  | Uchi no Mama ga iu Koto ni wa, Mariko Iwadate                                        | Naniwa Kin'yūdō, Yūji Aoki                                                                               |
| XVII     | 1993 | n/a                                                                | 3x3 occhi, Yuzo Takada                                                                           | Sailor Moon, la combattente che veste alla marinaretta, Naoko Takeuchi               | Kiseiju - L'ospite indesiderato, Hitoshi Iwaaki                                                          |
| XVIII    | 1994 | n/a                                                                | Alé alé alé o-o, Tsukasa Ōshima                                                                  | Kimi no te ga Sasayaite iru, Junko Karube                                            | Tetsujin Ganma, Yasuhito Yamamoto                                                                        |
| XIX      | 1995 | n/a                                                                | Kindaichi shōnen no jikenbo, Yōsaburō Kanari e Fumiya Sato                                       | Sekai de Ichiban Yasashii Ongaku, Mari Ozawa                                         | Hanada Shonen-shi, Makoto Isshiki                                                                        |
| XX       | 1996 | n/a                                                                | Shōta no Sushi, Daisuke Terasawa                                                                 | Tennen Kokekkō, Fusako Kuramochi                                                     | Ping-Pong Club, Minoru Furuya                                                                            |
| XXI      | 1997 | n/a                                                                | Ryūrōden, Yoshito Yamahara                                                                       | Yakumo tatsu, Natsumi Itsuki                                                         | Dragon Head, Minetarō Mochizuki                                                                          |
| XXII     | 1998 | n/a                                                                | GTO, Tohru Fujisawa                                                                              | Il giocattolo dei bambini, Miho Obana                                                | Tobaku Mokushiroku Kaiji, Nobuyuki Fukumoto Sōten Kōro, King Gonta                                       |
| XXIII    | 1999 | n/a                                                                | Chameleon, Atsushi Kase                                                                          | Peach Girl, Miwa Ueda                                                                | Wangan Midnight, Michiharu Kusunoki                                                                      |
| XXIV     | 2000 | n/a                                                                | Legendary Gambler Tetsuya, Fūmei Sai e Yasushi Hoshino                                           | Guru Guru Pon-chan, Satomi Ikezawa                                                   | Vagabond, Eiji Yoshikawa e Takehiko Inoue                                                                |
| XXV      | 2001 | n/a                                                                | Love Hina, Ken Akamatsu                                                                          | Fruits Basket, Natsuki Takaya                                                        | 20th Century Boys, Naoki Urasawa                                                                         |
| XXVI     | 2002 | n/a                                                                | Cromartie High School, Eiji Nonaka Beck, Harold Sakuishi (p.m.)                                  | Antique Bakery, Fumi Yoshinaga                                                       | Zipang, Kaiji Kawaguchi                                                                                  |
| XXVII    | 2003 | Mirmo, Hiromu Shinozuka                                            | Kunimitsu no Matsuri, Yūma Andō e Masashi Asaki                                                  | Honey and Clover, Chika Umino Sei il mio cucciolo, Yayoi Ogawa (p.m.)                | The Life of the Genius Professor Yanagizawa, Kazumi Yamashita                                            |
| XXVIII   | 2004 | Ultra Ninja Scrolls, Kazuhiko                                      | Shana Ō Yoshitsune, Hirofumi Sawada                                                              | Nodame Cantabile, Tomoko Ninomiya                                                    | Basilisk: I segreti mortali dei ninja , Fūtarō Yamada e Masaki Segawa                                    |
| XXIX     | 2005 | Sugar Sugar Rune, Moyoco Anno                                      | Capeta, Masahito Soda                                                                            | Oi Pītan!!, Risa Itō A Perfect Day for Love Letters, George Asakura (p.m.)           | Dragon Zakura, Mita Norifusa                                                                             |
| XXX      | 2006 | Kitchen Princess, Miyuki Kobayashi e Natsumi Andō                  | Air Gear, Oh! Great                                                                              | Life, Keiko Suenobu                                                                  | Mushishi, Yuki Urushibara                                                                                |
| XXXI     | 2007 | Tenshi no Frypan, Etsushi Ogawa                                    | Sayonara Zetsubō Sensei, Kōji Kumeta Dear Boys: Act 2, Hiroki Yagami (p.m.)                      | IS - Otoko demo onna demo nai sei, Chiyo Rokuhana                                    | Ōkiku Furikabutte, Asa Higuchi                                                                           |
| XXXII    | 2008 | Shugo Chara!, PEACH-PIT                                            | Saikyō! Toritsu Aoizaka Kōkō Yakyūbu, Motoyuki Tanaka                                            | Arrivare a te, Karuho Shiina                                                         | Moyashimon, Masayuki Ishikawa                                                                            |
| XXXIII   | 2009 | Meitantei yumemizu kiyoshiro jiken Note, Kaoru Hayamine e Kei Enue | Q.E.D., Motohiro Katō Fairy Tail, Hiro Mashima                                                   | Kiyoku yawaku, Ryo Ikuemi                                                            | Oh, mia dea!, Kōsuke Fujishima                                                                           |
| XXXIV    | 2010 | Inazuma Eleven, Ten'ya Yabuno                                      | Ace of Diamond, Yūji Terajima                                                                    | Kuragehime, Akiko Higashimura                                                        | Giant Killing, Masaya Tsunamoto                                                                          |
| XXXV     | 2011 | Honto ni atta! Reibai sensei, Hidekichi Matsumoto                  | L'attacco dei giganti, Hajime Isayama                                                            | Chihayafuru, Yuki Suetsugu                                                           | Uchu kyodai - Fratelli nello spazio, Chuuya Koyama Un marzo da leoni, Chika Umino                        |
| XXXVI    | 2012 | Watashi ni xx Shinasai!, Ema Toyama                                | Mashiro no Oto, Marimo Ragawa                                                                    | Shitsuren Chocolatier, Setona Mizushiro                                              | Vinland Saga, Makoto Yukimura                                                                            |
| XXXVII   | 2013 | Dōbutsu no kuni, Makoto Raiku                                      | Bugie d'aprile, Naoshi Arakawa                                                                   | My Love Story!!, Kazune Kawahara e Aruko                                             | Gurazeni, Yūji Moritaka e Keiji Adachi Prison School, Akira Hiramoto (p.m.)                              |
| XXXVIII  | 2014 | Yo-kai Watch, Noriyuki Konishi                                     | Baby Steps, Hikaru Katsuki                                                                       | Taiyō no Ie, Ta'amo                                                                  | Shōwa Genroku rakugo shinjū, Haruko Kumota                                                               |
| XXXIX    | 2015 | n/a                                                                | The Seven Deadly Sins - Nanatsu no taizai, Nakaba Suzuki Yowamushi Pedal, Wataru Watanabe (p.m.) | Nigeru wa haji da ga yaku ni tatsu, Tsunami Umino                                    | Knights of Sidonia, Tsutomu Nihei Cooking Papa, Tochi Ueyama (Premio Speciale)                           |
| XL       | 2016 | n/a                                                                | DAYS, Tsuyoshi Yasuda                                                                            | Kiss Him, Not Me!, Junko                                                             | Kōnodori, Yū Suzunoki                                                                                    |
| XLI      | 2017 | n/a                                                                | Shōkoku no Altair, Kotono Katō                                                                   | P&ME, Maki Miyoshi                                                                   | The Fable, Katsuhisa Minami                                                                              |
| XLII     | 2018 | n/a                                                                | Beastars, Paru Itagaki                                                                           | Tōmei na Yurikago, Bakka Okita                                                       | Sanju Mariko, Yuki Ozawa Fragile - Byōrii Kishi Keiichirō no Shoken, Saburō Megumi e Bin Kusamizu (p.m.) |
| XLIII    | 2019 | n/a                                                                | To Your Eternity, Yoshitoki Ōima The Quintessential Quintuplets, Negi Haruba (p.m.)              | Perfect World, Rie Aruga                                                             | Kinō Nani Tabeta?, Fumi Yoshinaga                                                                        |
| XLIV     | 2020 | n/a                                                                | Tokyo Revengers, Ken Wakui                                                                       | Boku no kimi no taitetsu na hanashi, Robico                                          | Blue Period, Tsubasa Yamaguchi                                                                           |
| XLV      | 2021 | n/a                                                                | Blue Lock, Muneyuki Kaneshiro e Yūsuke Nomura                                                    | Hananoi-kun to Koi no Yamai, Megumi Morino                                           | Yuria-sensei no Akai Ito, Kiwa Irie                                                                      |
| XLVI     | 2022 | n/a                                                                | Vita da slime, Fuse e Taiki Kawakami                                                             | Hoshifuru Ōkoku no Nina, Rikachi                                                     | Hakozume: Kōban Joshi no Gyakushū, Miko Yasu                                                             |
| XLVII    | 2023 | n/a                                                                | Shangri-La Frontier, Katarina e Ryosuke Fuji                                                     | Ano Ko no Kodomo, Mamoru Aoi                                                         | Skip & Loafer, Misaki Takamatsu                                                                          |
| XLVIII   | 2024 | n/a                                                                | Frieren - Oltre la fine del viaggio, Kanehito Yamada e Tsukasa Abe                               | Kimi no Yokogao Miteita, Rumi Ichinohe                                               | Medalist, Tsurumaikada                                                                                   |
| XLIX     | 2025 | n/a                                                                | Bāsasu, One                                                                                      | Koiseyo Mayakashi Tenshi-domo, Coco Uzuki                                            | Historie, Hitoshi Iwaaki                                                                                 |